# Grande Prêmio da Grã-Bretanha de 1963
Resultados do Grande Prêmio da Grã-Bretanha de Fórmula 1 realizado em Silverstone em 20 de julho de 1963. Quinta etapa da temporada, foi vencida pelo britânico Jim Clark, da Lotus-Climax.

## Classificação da prova
| Pos. | Nº | Piloto                  | Construtor     | Voltas | Tempo/Diferença      | Grid | Pontos |
| ---- | -- | ----------------------- | -------------- | ------ | -------------------- | ---- | ------ |
| 1    | 4  | Jim Clark               | Lotus-Climax   | 82     | 2:14:09.6            | 1    | 9      |
| 2    | 10 | John Surtees            | Ferrari        | 82     | + 25.8               | 5    | 6      |
| 3    | 1  | Graham Hill             | BRM            | 82     | + 37.6               | 3    | 4      |
| 4    | 2  | Richie Ginther          | BRM            | 81     | + 1 volta            | 9    | 3      |
| 5    | 3  | Lorenzo Bandini         | BRM            | 81     | + 1 volta            | 8    | 2      |
| 6    | 12 | Jim Hall                | Lotus-BRM      | 80     | + 2 voltas           | 13   | 1      |
| 7    | 19 | Chris Amon              | Lola-Climax    | 80     | + 2 voltas           | 14   |        |
| 8    | 20 | Mike Hailwood           | Lotus-Climax   | 78     | + 4 voltas           | 17   |        |
| 9    | 7  | Tony Maggs              | Cooper-Climax  | 78     | + 4 voltas           | 7    |        |
| 10   | 23 | Carel Godin de Beaufort | Porsche        | 76     | + 6 voltas           | 21   |        |
| 11   | 21 | Masten Gregory          | Lotus-BRM      | 75     | + 7 voltas           | 22   |        |
| 12   | 22 | Bob Anderson            | Lola-Climax    | 75     | + 7 voltas           | 16   |        |
| 13   | 24 | John Campbell-Jones     | Lola-Climax    | 74     | + 8 voltas           | 23   |        |
| Ret  | 25 | Jo Siffert              | Lotus-BRM      | 66     | Câmbio               | 15   |        |
| Ret  | 14 | Jo Bonnier              | Cooper-Climax  | 65     | Pressão do óleo      | 12   |        |
| Ret  | 9  | Dan Gurney              | Brabham-Climax | 59     | Motor                | 2    |        |
| Ret  | 26 | Ian Raby                | Gilby-BRM      | 59     | Câmbio               | 19   |        |
| Ret  | 16 | Ian Burgess             | Scirocco-BRM   | 36     | Ignição              | 20   |        |
| Ret  | 8  | Jack Brabham            | Brabham-Climax | 27     | Motor                | 4    |        |
| Ret  | 11 | Innes Ireland           | BRP-BRM        | 26     | Ignição              | 11   |        |
| Ret  | 5  | Trevor Taylor           | Lotus-Climax   | 23     | Bomba de combustível | 10   |        |
| Ret  | 15 | Tony Settember          | Scirocco-BRM   | 20     | Ignição              | 18   |        |
| Ret  | 6  | Bruce McLaren           | Cooper-Climax  | 6      | Motor                | 6    |        |
| DNP  | 27 | Nasif Estéfano          | De Tomaso      |        |                      |      |        |
| WD   | 17 | Giancarlo Baghetti      | ATS            |        | Carro inconcluso     |      |        |
| WD   | 18 | Phil Hill               | ATS            |        | Carro inconcluso     |      |        |

## Tabela do campeonato após a corrida
|   | Pos. | Piloto         | Pontos |
| - | ---- | -------------- | ------ |
|   | 1    | Jim Clark      | 36     |
| 1 | 2    | Richie Ginther | 14     |
| 2 | 3    | Graham Hill    | 13     |
| 3 | 4    | John Surtees   | 13     |
| 3 | 5    | Dan Gurney     | 12     |

|   | Pos. | Equipe         | Pontos |
| - | ---- | -------------- | ------ |
|   | 1    | Lotus-Climax   | 37     |
| 1 | 2    | BRM            | 18     |
| 1 | 3    | Cooper-Climax  | 16     |
|   | 4    | Brabham-Climax | 13     |
|   | 5    | Ferrari        | 13     |

- Nota: Somente as primeiras cinco posições estão listadas. Apenas os seis melhores resultados, dentre pilotos ou equipes, eram computados visando o título. Neste ponto esclarecemos: na tabela dos construtores figurava somente o melhor colocado dentre os carros de um time.